# Concavenator corcovatus
Concavenator (il cui nome significa "cacciatore di Cuenca") è un genere estinto di dinosauro teropode carcharodontosauride vissuto nel Cretaceo inferiore, circa 130 milioni di anni fa (Barremiano), in quella che oggi è la formazione Las Hoyas, vicino alla città di Cuenca, Spagna. Il genere contiene una singola specie, ossia C. corcovatus, il cui nome completo significa "cacciatore gobbuto di Cuenca". Il fossile fu rinvenuto dai paleontologi José Luis Sanz, Francisco Ortega e Fernando Escaso dell'Università Autonoma di Madrid e dell'Universidad Nacional de Educación a Distancia.

## Descrizione

Dimensioni di Concavenator, a confronto con un uomo

Il Concavenator era un primitivo carcharodontosauro di medie dimensioni, di circa 6 metri di lunghezza, con diverse caratteristiche uniche. Due vertebre estremamente alte dinanzi ai fianchi formavano una cresta alta ma stretta e appuntita (che probabilmente supportava una gobba o una vela) sulla schiena dell'animale. La funzione di tale cresta è attualmente sconosciuta. Il paleontologo Roger Benson dell'Università di Cambridge ha ipotizzato che questa struttura potrebbe "l'analogo delle creste craniche di altri dinosauri utilizzate come display", sebbene gli scienziati spagnoli che lo hanno scoperto hanno fatto notare che potrebbe rappresentare anche uno strumento per la termoregolazione.
Inoltre, gli arti anteriori (ulna) di Concavenator conservano la prova di ciò che potrebbe essere un rachide o una struttura omologa, una caratteristica anatomica finora nota solo in animali dotati di grandi papille ulnari e piume sugli arti anteriori. Nessun altro rivestimento tegumentario si è conservato sugli arti anteriori, anche se numerose impronte di scaglie si sono conservate nella parte inferiore della coda, nella parte superiore dei piedi (in questo caso erano simili alle grandi scaglie degli uccelli attuali) e nella parte inferiore delle dita, sotto forma di cuscinetti carnosi.

### Tegumento

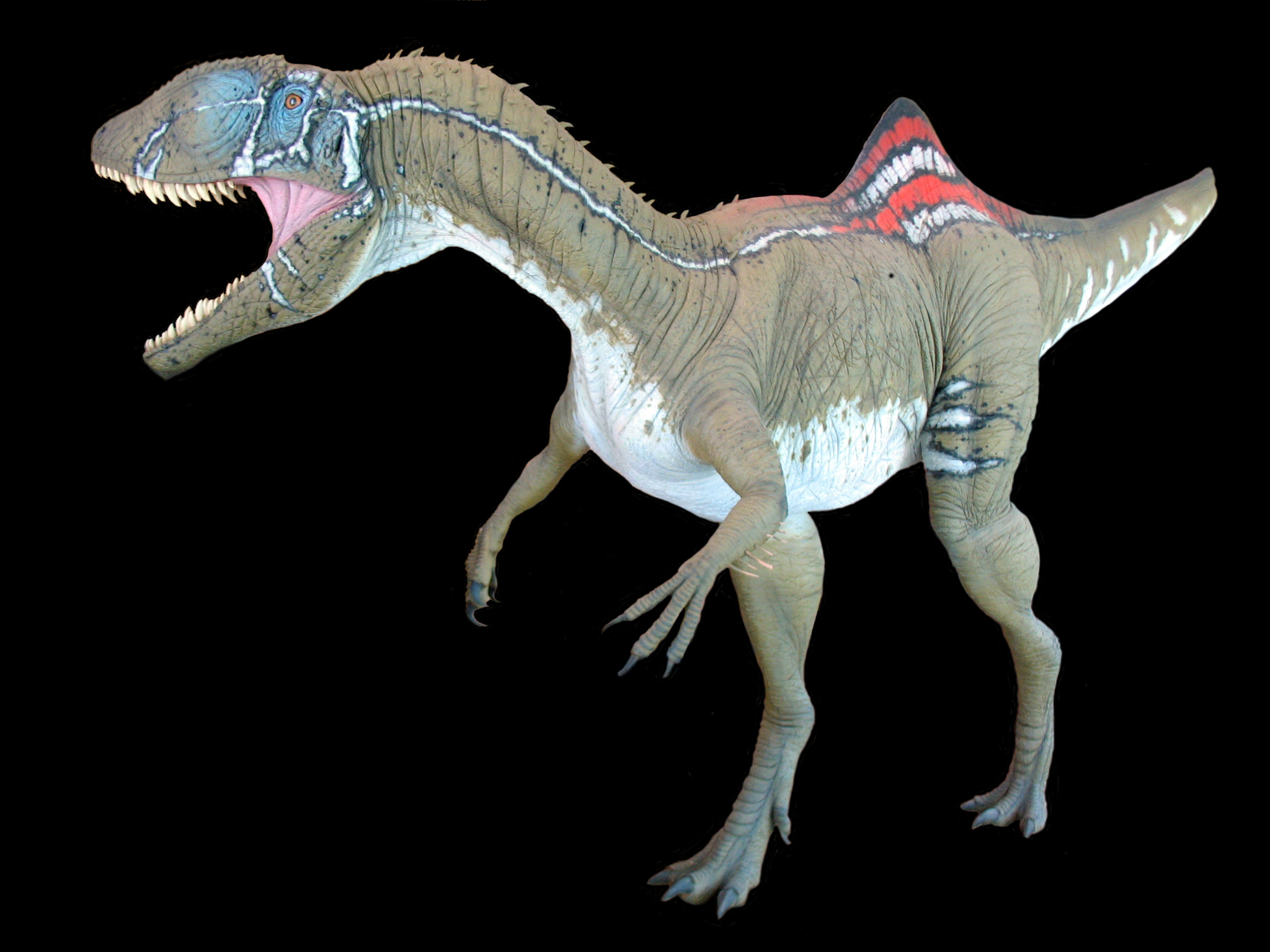
Ricostruzione museale di C. corcovatus

Il Concavenator possiede delle curiose strutture sull'avambraccio simili a papille ulnari, una caratteristica conosciuta solo negli uccelli e in altri teropodi piumati, come il Velociraptor. Le papille sono create da legamenti che si attaccano al follicolo delle piume, e poiché le squame non si formano dai follicoli, gli autori escludono la possibilità che possa indicare la presenza di lunghe scaglie sulle braccia. Si è piuttosto ipotizzato che le papille, probabilmente, ancoravano strutture più semplici, vuote, simili a una penna. Tali strutture sono conosciute sia nei coelurosauri come Dilong, che in alcuni ornitischi come Tianyulong e Psittacosaurus. Se le penne ornithischiane fossero omologhe alle piume degli uccelli, ci si aspetterebbe la loro presenza in un allosauroide come Concavenator. Tuttavia, se le setole degli ornithischi non sono legate alle penne, la presenza di queste strutture in Concavenator dimostrerebbe che le piume erano un carattere arcaico dei dinosauri, ben prima della comparsa dei coelurosauri. Piume o strutture correlate sarebbero, probabilmente, presenti nei primi membri del clade Neotetanurae, vissuti nel Giurassico medio. Nessuna impronta di alcun tipo di tegumento è stata ritrovata vicino al braccio di Concavenator, sebbene ampie impressioni di scaglie siano state rinvenute su altre parti del corpo, incluse ampie zone ricoperte di squame rettangolari sul lato inferiore della coda, scaglie simili a quelle dei piedi degli uccelli sulle zampe posteriori, e nella parte inferiore delle dita, sotto forma di cuscinetti carnosi.

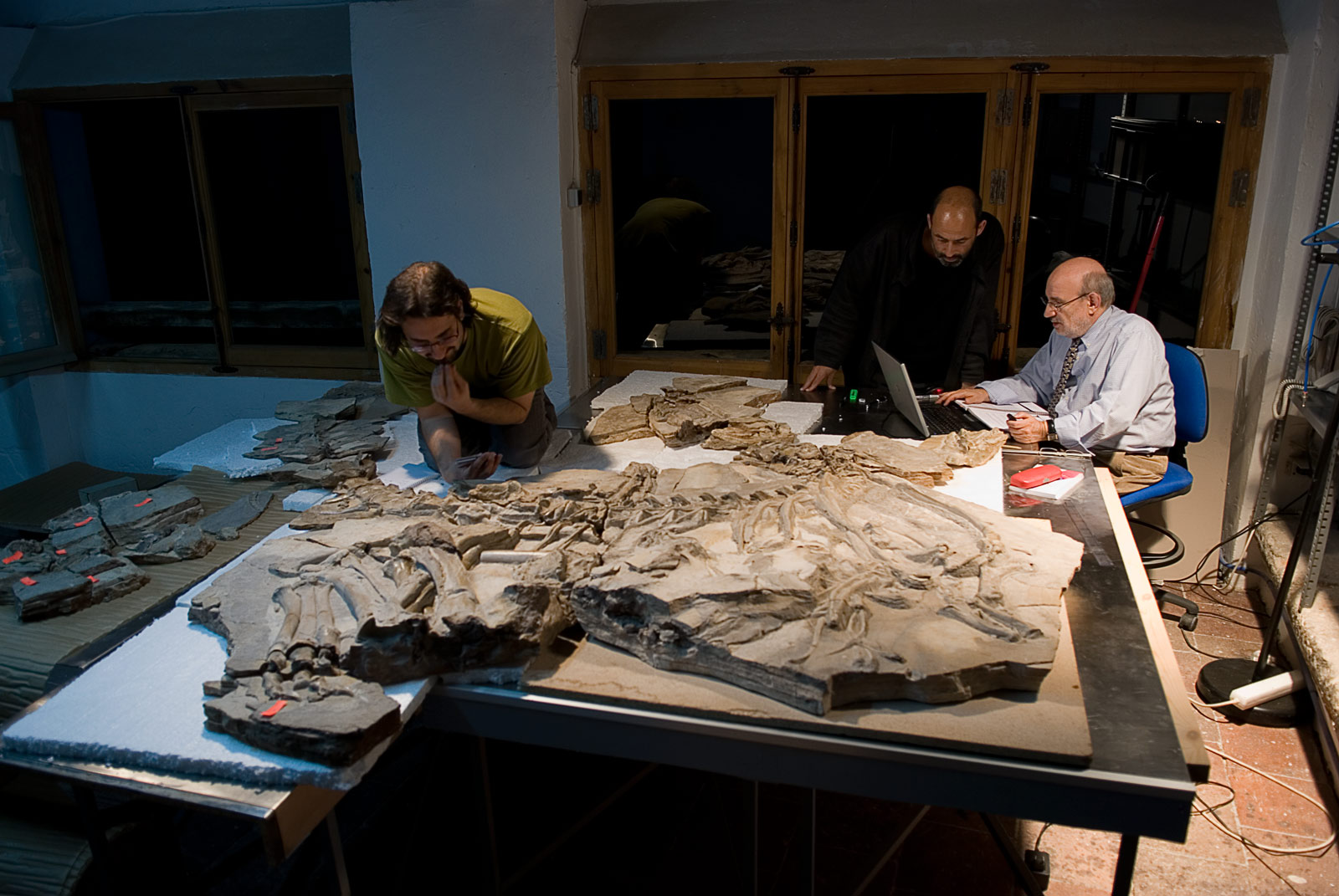
Fernando Escaso, Francisco Ortega, e José Luis Sanz mentre lavorano sull'esemplare tipo di Concavenator

Tuttavia, tra gli esperti si è sollevata un'ondata di scetticismo sulla validità dell'interpretazione secondo la quale le protuberanze ulnari rappresentino della papille ulnari. Darren Naish, del blog Tetrapod Zoology, ha notato che queste presunte papille sono fin troppo distanti e irregolarmente distanziate tra loro per essere papille d'attaccamento per le piume. Ha inoltre sottolineato che molti animali hanno strutture simili lungo le linee intermuscolari, che agiscono come punti di attacco per i tendini. Questa interpretazione è stata supportata da Christian Foth e altri, nel 2014.
L'ipotesi che queste protuberanze lungo l'ulna rappresentino punti di inserimento per i muscoli o creste muscolari è stata successivamente esaminata ed i risultati sono stati presentati nel 2015, durante la riunione della Società di paleontologia dei vertebrati. Elana Cuesta, insieme a due dei ricercatori che inizialmente hanno descritto Concavenator (Ortega e Sanz), ha tentato di ricostruire la muscolatura dell'avambraccio dell'animale per determinare se i dossi ulnari supportassero effettivamente i muscoli come creste inter-muscolari. Identificarono il punto di inserimento per i principali muscoli del braccio e determinarono che la fila di protuberanze non poteva essere localizzata tra nessuno di essi. Scoprirono che l'unica possibilità fosse che i dossi potessero essere una cicatrice da attaccamento per il muscolo M. anconeus, ma ciò è improbabile, poiché questo muscolo si attacca normalmente a una superficie liscia senza segni o protuberanze sull'osso sottostante. Pertanto, Cuesta sostenne che la spiegazione più probabile fosse che la funzione dei dossi fosse quella proposta inizialmente, ossia come punto di aggancio per il rachide delle penne. Tuttavia, gli stessi autori hanno ammesso che è piuttosto insolito che i rachidi delle piume si formino lungo la superficie posterolaterale dell'osso, ma hanno anche notato che la stessa disposizione si trova anche in alcuni uccelli moderni, come le gallinelle d'acqua.

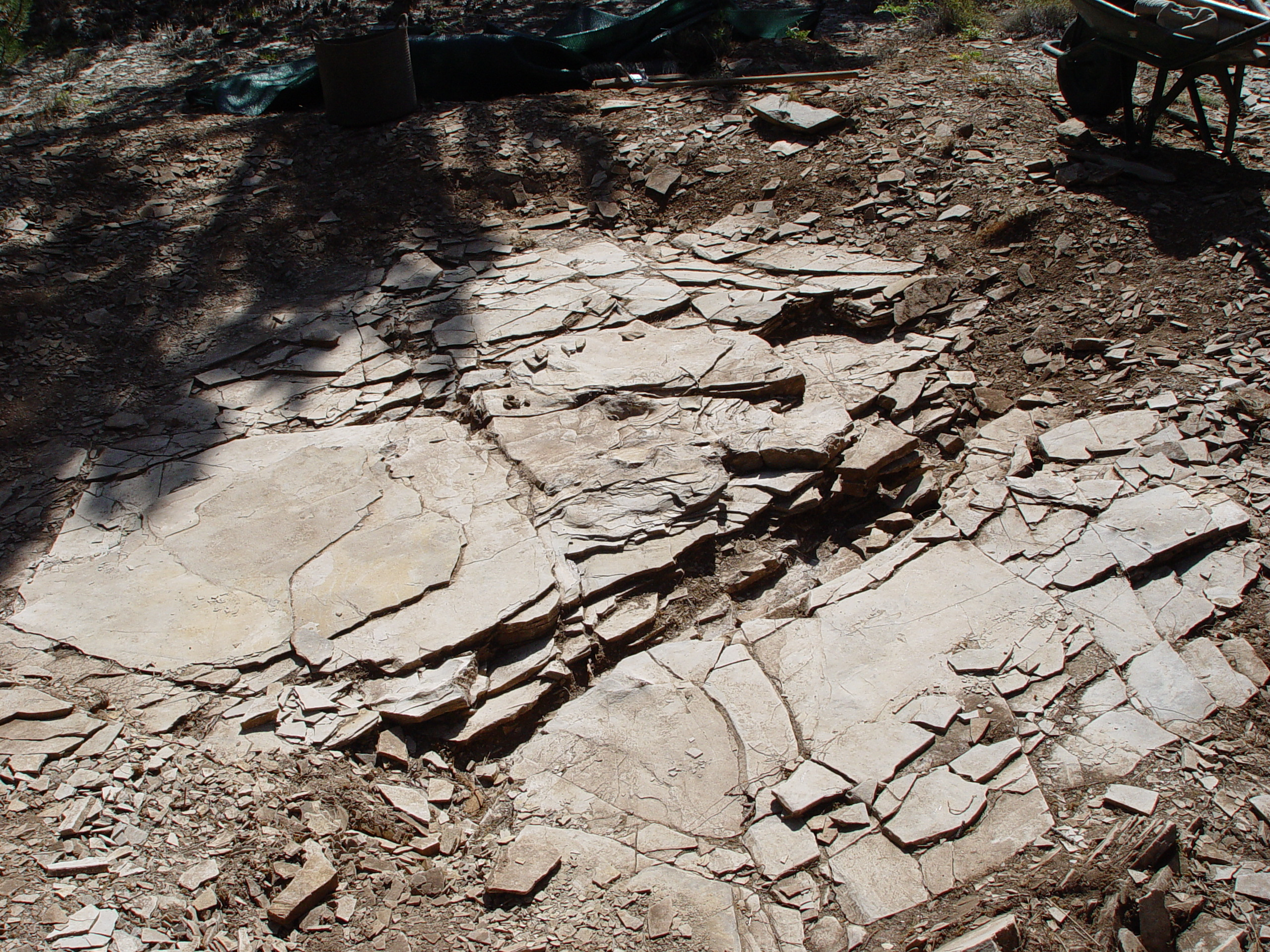
Il sito di scavo di Concavenator nel 2002, prima degli scavi

Alcuni paleontologi hanno tuttavia espresso scetticismo alle conclusioni di Cuesta, Ortega e Sanz. Mickey Mortimer ha sottolineato che i dossi ulnari sembrano effettivamente posti sulla superficie anterolaterale dell'osso, piuttosto che sul posterolaterale come affermato da Cuesta et al., e che i coccodrilli sono un riferimento migliore degli uccelli per ricostruire i muscoli di Concavenator e di altri teropodi non-maniraptori. Mortimer sostiene che i dossi ulnari sono probabilmente parte di una linea intermuscolare. Il paleontologo italiano Andrea Cau ha confrontato l'avambraccio di Concavenator con gli avambracci articolati di Allosaurus e Acrocanthosaurus e ha dimostrato che l'avambraccio di Concavenator è dislocato e le protuberanze ulnari si trovano sulla superficie anteriore dell'ulna e non sulla superficie postero-laterale. Cau ha inoltre fatto notare che, a causa del non essere sulla stessa parte dell'ulna, i dossi ulnari non sono omologhi alle papille ulnari dei paraviani come affermato sia nella descrizione originale del 2010, che nei risultati del 2015 di Cuesta et al.. 
Cau sostiene che ci sono anche altri elementi che contraddicono l'ipotesi che le protuberanze ulnari siano papille ulnari: i dossi ulnari di Concavenator sono collegati da una cresta d'osso, mentre le manopole dei paraviani sono separate l'una dall'altra e le protuberanze ulnari di Concavenator sono distanziati in modo irregolare mentre le papille paraviane sono distanziate uniformemente. Cau ha aggiunto che la filogenetica rende anche improbabile che un allosauroide come il Concavenator possa avere papille ulnari e penne. Infine, ha concluso che la sua interpretazione dei dossi ulnari fosse che facessero parte della cresta sul lato anteriore dell'ulna forse per l'inserimento della muscolatura che collegava l'ulna e il radio, sottolineando che il Balaur presenta una cresta sul lato anteriore dell'ulna che è omologo a quella di Concavenator e non ha alcuna relazione con le penne remiganti.

Ricostruzione del cranio

Tuttavia, nel 2018 Cuesta Fidalgo pubblicò la sua tesi di dottorato sull'anatomia di Concavenator, sostenendo che l'ulna era conservata in vista laterale, il che significa che i dossi ulnari erano posizionati posterolateralmente anziché anterolateralmente, come affermavano Cau e Mortimer. Cuesta Fidalgo ha osservato che la parte prossimale dell'ulna è interessata da fratture e abrasioni e che alcune caratteristiche si sarebbero spostate rispetto alla loro posizione originale. Ad esempio, nel fossile, il processo laterale dell'ulna è posizionato più posteriormente rispetto ai dossi ulnari. In Allosaurus e Acrocanthosaurus, il processo laterale si trova sulla parte laterale (piuttosto che posteriore) dell'osso, il che sembrerebbe supportare i dossi ulnari essendo anterolaterali in posizione se il processo laterale fosse veramente preservato nell'orientamento laterale in Concavenator. Tuttavia, Cuesta Fidalgo ha descritto come il processo laterale fosse distorto posteriormente rispetto ai dossi e non era una prova valida per l'affermazione che l'ulna si fosse spostata in vista anteriore. La distorsione dell'ulna (così come le proporzioni specifiche del genere) indica che confronti precisi con Allosaurus e Acrocanthosaurus sarebbero fuorvianti. Come hanno spiegato Cuesta Fidalgo e i suoi colleghi nel 2015, i dossi ulnari non potrebbero essere una linea intermuscolare se l'osso fosse conservato in vista laterale. Inoltre, Matt Martyniuk ha notato che l'ipotesi che le piume delle ali si fossero già evolute negli allosauroidi non è così improbabile come affermato da Cau. Cau ha usato esempi di dinosauri piumati privi di penne remiganti sulle braccia, come Dilong e i compsognathidi per sostenere l'idea che le piume delle ali fossero coinvolte solo all'interno di Paraves. Tuttavia, Martyniuk ha osservato che la loro assenza in Dilong e nei compsognathidi potrebbero essere stata una reversione indipendente correlata con le zampe anteriori ridotte in quei lignaggi, similmente al caso di molti moderni uccelli incapaci di volare.

## Classificazione

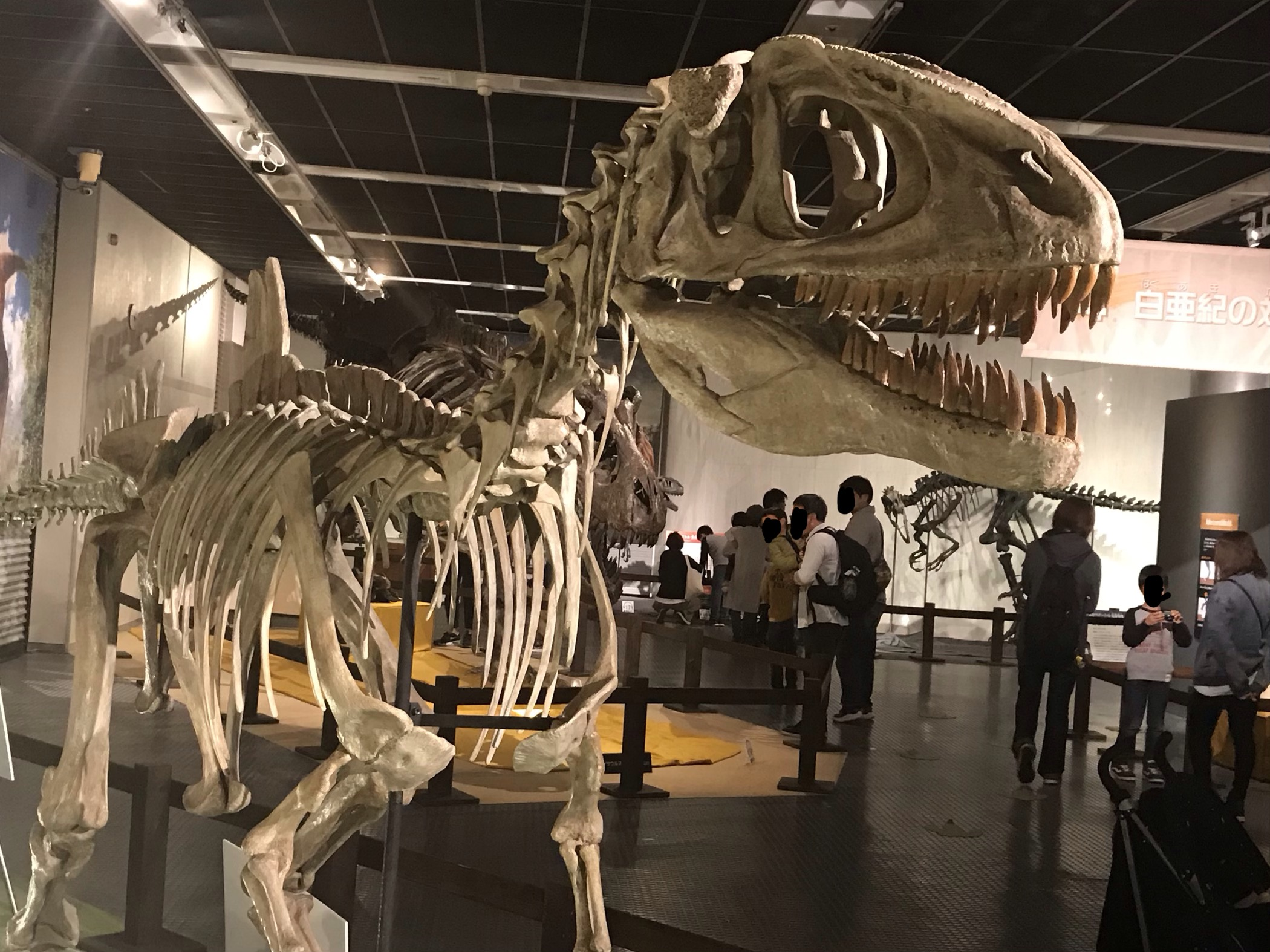
Ricostruzione scheletrica

Il Concavenator venne descritto per la prima volta nel 2010 da parte dei paleontologi José Luis Sanz, Francisco Ortega e Fernando Escaso. Malgrado le insolite caratteristiche, questo animale possedeva alcuni tratti (soprattutto nel cranio) tipici dei carcarodontosauridi, una famiglia di carnosauri che include alcuni fra i più grandi dinosauri carnivori, come Carcharodontosaurus e Giganotosaurus. All'interno della famiglia, sembra che il Concavenator fosse una forma relativamente basale, forse affine all'Eocarcharia.
Il seguente cladogramma segue gli studi di Novas et al., (2013):
|  | Tyrannotitan                                                  |
|  |                                                               |
|  | \| \| Mapusaurus \| \| \| \| \| \| Giganotosaurus \| \| \| \| |
|  |                                                               |
|  | Mapusaurus                                                    |
|  |                                                               |
|  | Giganotosaurus                                                |
|  |                                                               |

|  | Mapusaurus     |
|  |                |
|  | Giganotosaurus |
|  |                |

|  | Tyrannotitan                                                  |
|  |                                                               |
|  | \| \| Mapusaurus \| \| \| \| \| \| Giganotosaurus \| \| \| \| |
|  |                                                               |
|  | Mapusaurus                                                    |
|  |                                                               |
|  | Giganotosaurus                                                |
|  |                                                               |

|  | Mapusaurus     |
|  |                |
|  | Giganotosaurus |
|  |                |

|  | Tyrannotitan                                                  |
|  |                                                               |
|  | \| \| Mapusaurus \| \| \| \| \| \| Giganotosaurus \| \| \| \| |
|  |                                                               |
|  | Mapusaurus                                                    |
|  |                                                               |
|  | Giganotosaurus                                                |
|  |                                                               |

|  | Mapusaurus     |
|  |                |
|  | Giganotosaurus |
|  |                |

|  | Tyrannotitan                                                  |
|  |                                                               |
|  | \| \| Mapusaurus \| \| \| \| \| \| Giganotosaurus \| \| \| \| |
|  |                                                               |
|  | Mapusaurus                                                    |
|  |                                                               |
|  | Giganotosaurus                                                |
|  |                                                               |

|  | Mapusaurus     |
|  |                |
|  | Giganotosaurus |
|  |                |

|  | Tyrannotitan                                                  |
|  |                                                               |
|  | \| \| Mapusaurus \| \| \| \| \| \| Giganotosaurus \| \| \| \| |
|  |                                                               |
|  | Mapusaurus                                                    |
|  |                                                               |
|  | Giganotosaurus                                                |
|  |                                                               |

|  | Mapusaurus     |
|  |                |
|  | Giganotosaurus |
|  |                |

|  | Tyrannotitan                                                  |
|  |                                                               |
|  | \| \| Mapusaurus \| \| \| \| \| \| Giganotosaurus \| \| \| \| |
|  |                                                               |
|  | Mapusaurus                                                    |
|  |                                                               |
|  | Giganotosaurus                                                |
|  |                                                               |

|  | Mapusaurus     |
|  |                |
|  | Giganotosaurus |
|  |                |

|  | Tyrannotitan                                                  |
|  |                                                               |
|  | \| \| Mapusaurus \| \| \| \| \| \| Giganotosaurus \| \| \| \| |
|  |                                                               |
|  | Mapusaurus                                                    |
|  |                                                               |
|  | Giganotosaurus                                                |
|  |                                                               |

|  | Mapusaurus     |
|  |                |
|  | Giganotosaurus |
|  |                |

|  | Tyrannotitan                                                  |
|  |                                                               |
|  | \| \| Mapusaurus \| \| \| \| \| \| Giganotosaurus \| \| \| \| |
|  |                                                               |
|  | Mapusaurus                                                    |
|  |                                                               |
|  | Giganotosaurus                                                |
|  |                                                               |

|  | Mapusaurus     |
|  |                |
|  | Giganotosaurus |
|  |                |

|  | Tyrannotitan                                                  |
|  |                                                               |
|  | \| \| Mapusaurus \| \| \| \| \| \| Giganotosaurus \| \| \| \| |
|  |                                                               |
|  | Mapusaurus                                                    |
|  |                                                               |
|  | Giganotosaurus                                                |
|  |                                                               |

|  | Mapusaurus     |
|  |                |
|  | Giganotosaurus |
|  |                |

|  | Tyrannotitan                                                  |
|  |                                                               |
|  | \| \| Mapusaurus \| \| \| \| \| \| Giganotosaurus \| \| \| \| |
|  |                                                               |
|  | Mapusaurus                                                    |
|  |                                                               |
|  | Giganotosaurus                                                |
|  |                                                               |

|  | Mapusaurus     |
|  |                |
|  | Giganotosaurus |
|  |                |

|  | Tyrannotitan                                                  |
|  |                                                               |
|  | \| \| Mapusaurus \| \| \| \| \| \| Giganotosaurus \| \| \| \| |
|  |                                                               |
|  | Mapusaurus                                                    |
|  |                                                               |
|  | Giganotosaurus                                                |
|  |                                                               |

|  | Mapusaurus     |
|  |                |
|  | Giganotosaurus |
|  |                |

|  | Tyrannotitan                                                  |
|  |                                                               |
|  | \| \| Mapusaurus \| \| \| \| \| \| Giganotosaurus \| \| \| \| |
|  |                                                               |
|  | Mapusaurus                                                    |
|  |                                                               |
|  | Giganotosaurus                                                |
|  |                                                               |

|  | Mapusaurus     |
|  |                |
|  | Giganotosaurus |
|  |                |

|  | Tyrannotitan                                                  |
|  |                                                               |
|  | \| \| Mapusaurus \| \| \| \| \| \| Giganotosaurus \| \| \| \| |
|  |                                                               |
|  | Mapusaurus                                                    |
|  |                                                               |
|  | Giganotosaurus                                                |
|  |                                                               |

|  | Mapusaurus     |
|  |                |
|  | Giganotosaurus |
|  |                |

|  | Tyrannotitan                                                  |
|  |                                                               |
|  | \| \| Mapusaurus \| \| \| \| \| \| Giganotosaurus \| \| \| \| |
|  |                                                               |
|  | Mapusaurus                                                    |
|  |                                                               |
|  | Giganotosaurus                                                |
|  |                                                               |

|  | Mapusaurus     |
|  |                |
|  | Giganotosaurus |
|  |                |

|  | Tyrannotitan                                                  |
|  |                                                               |
|  | \| \| Mapusaurus \| \| \| \| \| \| Giganotosaurus \| \| \| \| |
|  |                                                               |
|  | Mapusaurus                                                    |
|  |                                                               |
|  | Giganotosaurus                                                |
|  |                                                               |

|  | Mapusaurus     |
|  |                |
|  | Giganotosaurus |
|  |                |

|  | Tyrannotitan                                                  |
|  |                                                               |
|  | \| \| Mapusaurus \| \| \| \| \| \| Giganotosaurus \| \| \| \| |
|  |                                                               |
|  | Mapusaurus                                                    |
|  |                                                               |
|  | Giganotosaurus                                                |
|  |                                                               |

|  | Mapusaurus     |
|  |                |
|  | Giganotosaurus |
|  |                |

|  | Tyrannotitan                                                  |
|  |                                                               |
|  | \| \| Mapusaurus \| \| \| \| \| \| Giganotosaurus \| \| \| \| |
|  |                                                               |
|  | Mapusaurus                                                    |
|  |                                                               |
|  | Giganotosaurus                                                |
|  |                                                               |

|  | Mapusaurus     |
|  |                |
|  | Giganotosaurus |
|  |                |

|  | Tyrannotitan                                                  |
|  |                                                               |
|  | \| \| Mapusaurus \| \| \| \| \| \| Giganotosaurus \| \| \| \| |
|  |                                                               |
|  | Mapusaurus                                                    |
|  |                                                               |
|  | Giganotosaurus                                                |
|  |                                                               |

|  | Mapusaurus     |
|  |                |
|  | Giganotosaurus |
|  |                |

|  | Tyrannotitan                                                  |
|  |                                                               |
|  | \| \| Mapusaurus \| \| \| \| \| \| Giganotosaurus \| \| \| \| |
|  |                                                               |
|  | Mapusaurus                                                    |
|  |                                                               |
|  | Giganotosaurus                                                |
|  |                                                               |

|  | Mapusaurus     |
|  |                |
|  | Giganotosaurus |
|  |                |

|  | Tyrannotitan                                                  |
|  |                                                               |
|  | \| \| Mapusaurus \| \| \| \| \| \| Giganotosaurus \| \| \| \| |
|  |                                                               |
|  | Mapusaurus                                                    |
|  |                                                               |
|  | Giganotosaurus                                                |
|  |                                                               |

|  | Mapusaurus     |
|  |                |
|  | Giganotosaurus |
|  |                |

|  | Tyrannotitan                                                  |
|  |                                                               |
|  | \| \| Mapusaurus \| \| \| \| \| \| Giganotosaurus \| \| \| \| |
|  |                                                               |
|  | Mapusaurus                                                    |
|  |                                                               |
|  | Giganotosaurus                                                |
|  |                                                               |

|  | Mapusaurus     |
|  |                |
|  | Giganotosaurus |
|  |                |

|  | Tyrannotitan                                                  |
|  |                                                               |
|  | \| \| Mapusaurus \| \| \| \| \| \| Giganotosaurus \| \| \| \| |
|  |                                                               |
|  | Mapusaurus                                                    |
|  |                                                               |
|  | Giganotosaurus                                                |
|  |                                                               |

|  | Mapusaurus     |
|  |                |
|  | Giganotosaurus |
|  |                |

|  | Tyrannotitan                                                  |
|  |                                                               |
|  | \| \| Mapusaurus \| \| \| \| \| \| Giganotosaurus \| \| \| \| |
|  |                                                               |
|  | Mapusaurus                                                    |
|  |                                                               |
|  | Giganotosaurus                                                |
|  |                                                               |

|  | Mapusaurus     |
|  |                |
|  | Giganotosaurus |
|  |                |

|  | Tyrannotitan                                                  |
|  |                                                               |
|  | \| \| Mapusaurus \| \| \| \| \| \| Giganotosaurus \| \| \| \| |
|  |                                                               |
|  | Mapusaurus                                                    |
|  |                                                               |
|  | Giganotosaurus                                                |
|  |                                                               |

|  | Mapusaurus     |
|  |                |
|  | Giganotosaurus |
|  |                |

|  | Tyrannotitan                                                  |
|  |                                                               |
|  | \| \| Mapusaurus \| \| \| \| \| \| Giganotosaurus \| \| \| \| |
|  |                                                               |
|  | Mapusaurus                                                    |
|  |                                                               |
|  | Giganotosaurus                                                |
|  |                                                               |

|  | Mapusaurus     |
|  |                |
|  | Giganotosaurus |
|  |                |

|  | Tyrannotitan                                                  |
|  |                                                               |
|  | \| \| Mapusaurus \| \| \| \| \| \| Giganotosaurus \| \| \| \| |
|  |                                                               |
|  | Mapusaurus                                                    |
|  |                                                               |
|  | Giganotosaurus                                                |
|  |                                                               |

|  | Mapusaurus     |
|  |                |
|  | Giganotosaurus |
|  |                |

|  | Tyrannotitan                                                  |
|  |                                                               |
|  | \| \| Mapusaurus \| \| \| \| \| \| Giganotosaurus \| \| \| \| |
|  |                                                               |
|  | Mapusaurus                                                    |
|  |                                                               |
|  | Giganotosaurus                                                |
|  |                                                               |

|  | Mapusaurus     |
|  |                |
|  | Giganotosaurus |
|  |                |

|  | Tyrannotitan                                                  |
|  |                                                               |
|  | \| \| Mapusaurus \| \| \| \| \| \| Giganotosaurus \| \| \| \| |
|  |                                                               |
|  | Mapusaurus                                                    |
|  |                                                               |
|  | Giganotosaurus                                                |
|  |                                                               |

|  | Mapusaurus     |
|  |                |
|  | Giganotosaurus |
|  |                |

|  | Tyrannotitan                                                  |
|  |                                                               |
|  | \| \| Mapusaurus \| \| \| \| \| \| Giganotosaurus \| \| \| \| |
|  |                                                               |
|  | Mapusaurus                                                    |
|  |                                                               |
|  | Giganotosaurus                                                |
|  |                                                               |

|  | Mapusaurus     |
|  |                |
|  | Giganotosaurus |
|  |                |

|  | Tyrannotitan                                                  |
|  |                                                               |
|  | \| \| Mapusaurus \| \| \| \| \| \| Giganotosaurus \| \| \| \| |
|  |                                                               |
|  | Mapusaurus                                                    |
|  |                                                               |
|  | Giganotosaurus                                                |
|  |                                                               |

|  | Mapusaurus     |
|  |                |
|  | Giganotosaurus |
|  |                |

|  | Tyrannotitan                                                  |
|  |                                                               |
|  | \| \| Mapusaurus \| \| \| \| \| \| Giganotosaurus \| \| \| \| |
|  |                                                               |
|  | Mapusaurus                                                    |
|  |                                                               |
|  | Giganotosaurus                                                |
|  |                                                               |

|  | Mapusaurus     |
|  |                |
|  | Giganotosaurus |
|  |                |

|  | Tyrannotitan                                                  |
|  |                                                               |
|  | \| \| Mapusaurus \| \| \| \| \| \| Giganotosaurus \| \| \| \| |
|  |                                                               |
|  | Mapusaurus                                                    |
|  |                                                               |
|  | Giganotosaurus                                                |
|  |                                                               |

|  | Mapusaurus     |
|  |                |
|  | Giganotosaurus |
|  |                |

## Nella cultura di massa
Sebbene la sua scoperta sia relativamente recente, il Concavenator è diventato in breve tempo uno dei dinosauri carnivori più noti al pubblico per via del suo bizzarro aspetto che lo ha reso molto iconico e molto riconoscibile, tuttavia non è famoso quanto altri celebri carnivori come Carnotaurus o Albertosaurus, carnivori ben più noti al pubblico.
Nel franchise di Jurassic Park, l'Indominus rex, ibrido antagonista del film Jurassic World (2015), possiede delle strutture filamentose simili ad aculei sui gomiti e sul collo, a mo' di cresta, che sono state realizzate con il DNA di questo animale; l’apparizione fisica del Concavenator all’interno del franchise non c’è mai stata, fatta eccezione per il film Jurassic World - Il regno distrutto (2018), dove all’interno della Magione Lockwood, vi è nella biblioteca un diorama di questo animale.
Concavenator è inoltre un soggetto molto comune tra i prodotti promozionali di Jurassic World come giocattoli o videogiochi (tra cui Jurassic World Il Gioco (2015), Jurassic World Alive (2018) e Jurassic World Evolution 2 (2021)), per quanto comunque non sia mai apparso al 100% nella saga giurassica.